# Jim Magill
Edward James (også kendt som Eddie, Ted, Jimmy eller Jim) Magill,  (født 17. maj 1939 i Lurgan, Nordirland er en nordirsk tidligere fodboldspiller og fodboldtræner.

## Spiller karriere
Magill begyndte sin karriere i den nordirske klub Portadown FC, men flyttede til storklubben Arsenal FC i maj 1959. Han debuterede 19. december 1959 og spillede seks år for London-klubben som højre back. 
I 1965 skiftede Jim Magill til klubben Brighton & Hove Albion i den tredjebedste række. Her spillede han tre sæsoner. 
Det blev til 26 landskampe for Nordirlands fodboldlandshold i perioden 1961-66.

## Trænerkarriere
Jim Magill indledte sin karriere som træner i Viborg FF i den danske 3. division, hvor det blev til enkelt sæson. 
I 1970 blev Magill ansat som træner for B 1909 og fik øjeblikkeligt succes. I 1970 vandt B 1909 2. division, og i 1971 vandt klubben pokalfinalen med en sejr på 1-0 over BK Frem. Det blev til to sæsoner i den bedste række, før klubben rykkede ned igen.
Da det ikke straks lykkedes at rykke op i 1. division i 1973 med B 1909 skiftede Jim Magill til Næstved IF i 1. division. Her var han træner i fem sæsoner fra 1974 til 1978. I 1975 var klubben med i kampen om mesterskabet helt indtil sidste spilledag, men måtte nøjes med en tredjeplads.
I 1976 rykkede Næstved IF ud af 1. division, men vandt 2. division sæsonen efter. I sin sidste sæson i klubben i 1978 var Jim Magill med til at redde Næstved IF fra nedrykning fra 1. division.
I 1979 skrev Jim Magill kontrakt med Frederikshavn fI, der netop var rykket ned i 2. division.. Fra 1982 var Magill træner i fire sæsoner for Hjørring IF. Klubben rykkede ned i Danmarksserien allerede i Jim Magills første sæson,men vendte tilbage året efter.